# Eurychoria variegata
Eurychoria variegata är en fjärilsart som beskrevs av Louis Beethoven Prout 1916. Eurychoria variegata ingår i släktet Eurychoria och familjen mätare. Inga underarter finns listade i Catalogue of Life.